# Chi Keo dậu
Chi Keo dậu (danh pháp khoa học: Leucaena) là một chi của khoảng 24 loài cây thân gỗ và cây bụi, phân bổ từ Texas (Hoa Kỳ) tới Peru. Nó thuộc về phân họ Trinh nữ (Mimosoideae) trong họ Đậu (Fabaceae).
Một số loài như keo dậu (Leucaena leucocephala) có quả (khi chưa chín) và hạt có thể ăn được, được sử dụng làm cỏ khô cho gia súc, phân xanh, củi, cây trồng bảo vệ đất. Hiện nay nó được coi như là một nguồn cung cấp than củi và năng lượng (tương đương 1 triệu thùng dầu hay khoảng 159 triệu lít hàng năm từ diện tích 120 km²) hay thuốc trừ giun ở Sumatra, Indonesia.
Tại México, Leucaena esculenta được gọi là guaje, có hạt ăn được cùng với muối, nhưng ở các loài khác, chất mimosin độc hại có thể dẫn đến rụng tóc, vô sinh v.v.
Tại Việt Nam, cây keo giậu còn có tên gọi khác là bình linh (Nam Bộ), táo nhơn (Trung Bộ) hay bọ chét v.v. Keo giậu phát triển ở hầu hết các vùng sinh thái của Việt Nam, nhưng nhiều ở nam Trung Bộ, như ở Khánh Hòa. Keo giậu sinh trưởng tốt trên đất thoát nước, ít chua, có thể thích ứng với đất mặn vừa ven biển. Keo giậu chịu khô hạn rất tốt nhưng không chịu úng đặc biệt là khi còn non.
Bột keo dậu là thức ăn bổ sung caroten, vitamin, khoáng chất cho gia cầm và gia súc non. Lượng protein trong lá keo giậu khá cao (270 - 280 g/kg), tỷ lệ xơ thấp (155 g/kg) và hàm lượng caroten khá cao (200 mg). Keo giậu có chứa độc tố mimosin nên chỉ sử dụng dưới 25% trong khẩu phần cho gia súc nhai lại, dưới 10% đối với lợn và dưới 5% đối với gia cầm. Tuy nhiên ở nhiều vùng thì nó lại bị coi là loại thực vật xâm hại.

## Danh sách các loài
- Leucaena collinsii
- Leucaena confertiflora
- Leucaena cuspidata
- Leucaena diversifolia
- Leucaena esculenta
- Leucaena greggii
- Leucaena involucrata
- Leucaena lanceolata
- Leucaena lempirana
- Leucaena leucocephala - Keo dậu
- Leucaena macrophylla
- Leucaena magnifica
- Leucaena matudae
- Leucaena mixtec
- Leucaena multicapitula
- Leucaena pallida
- Leucaena pueblana
- Leucaena pulverulenta
- Leucaena retusa
- Leucaena salvadorensis
- Leucaena shannonii
- Leucaena spontanea
- Leucaena trichandra
- Leucaena trichodes

## Hình ảnh

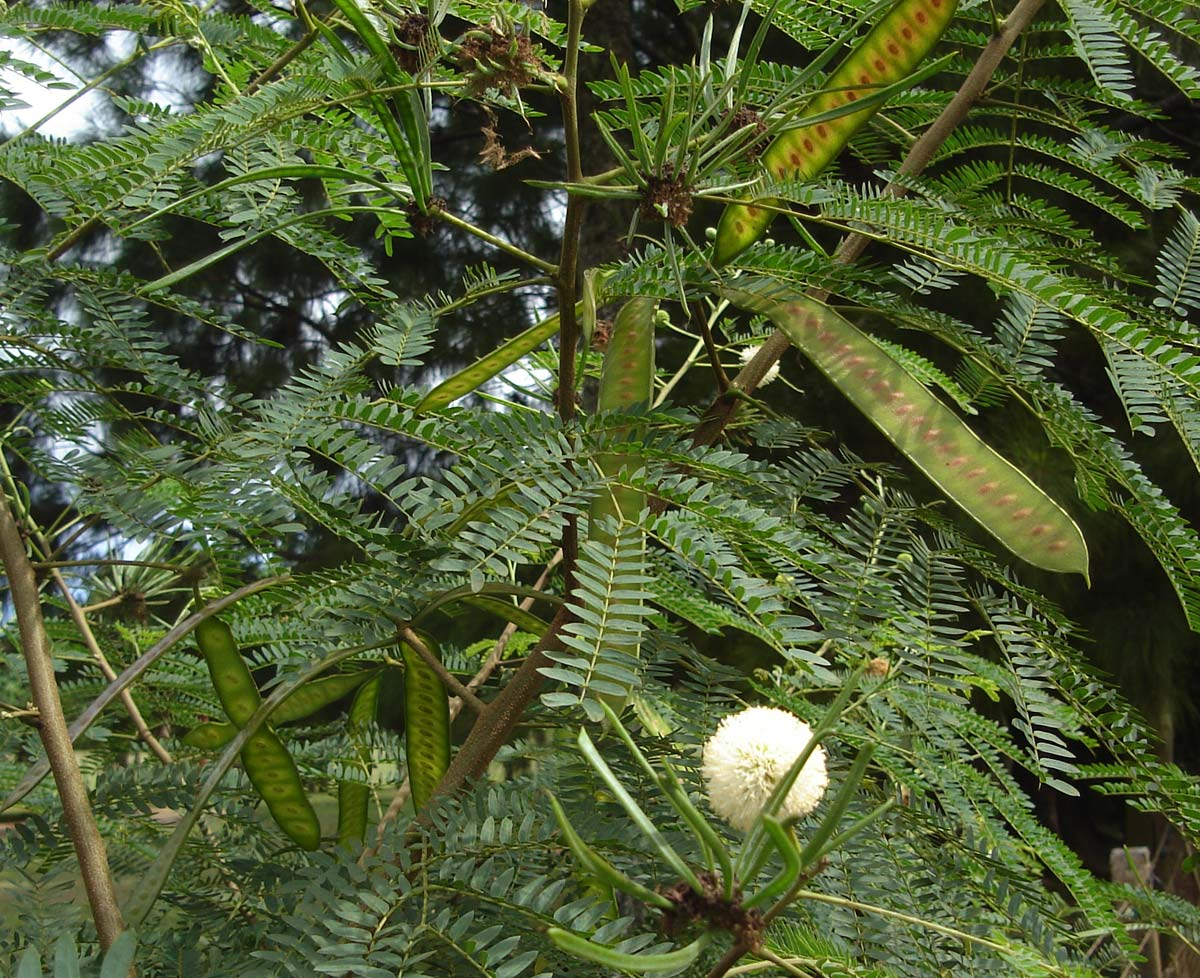
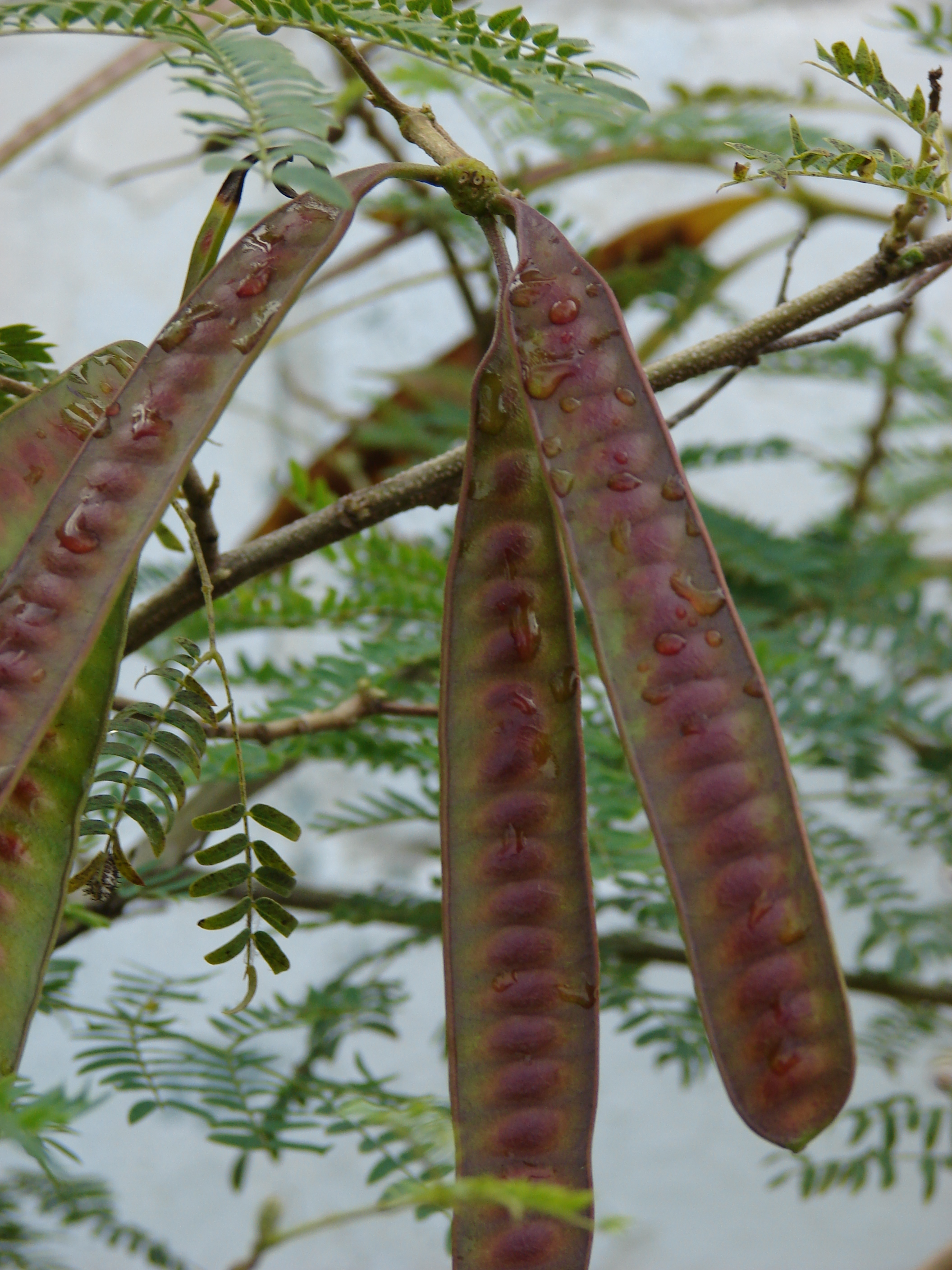
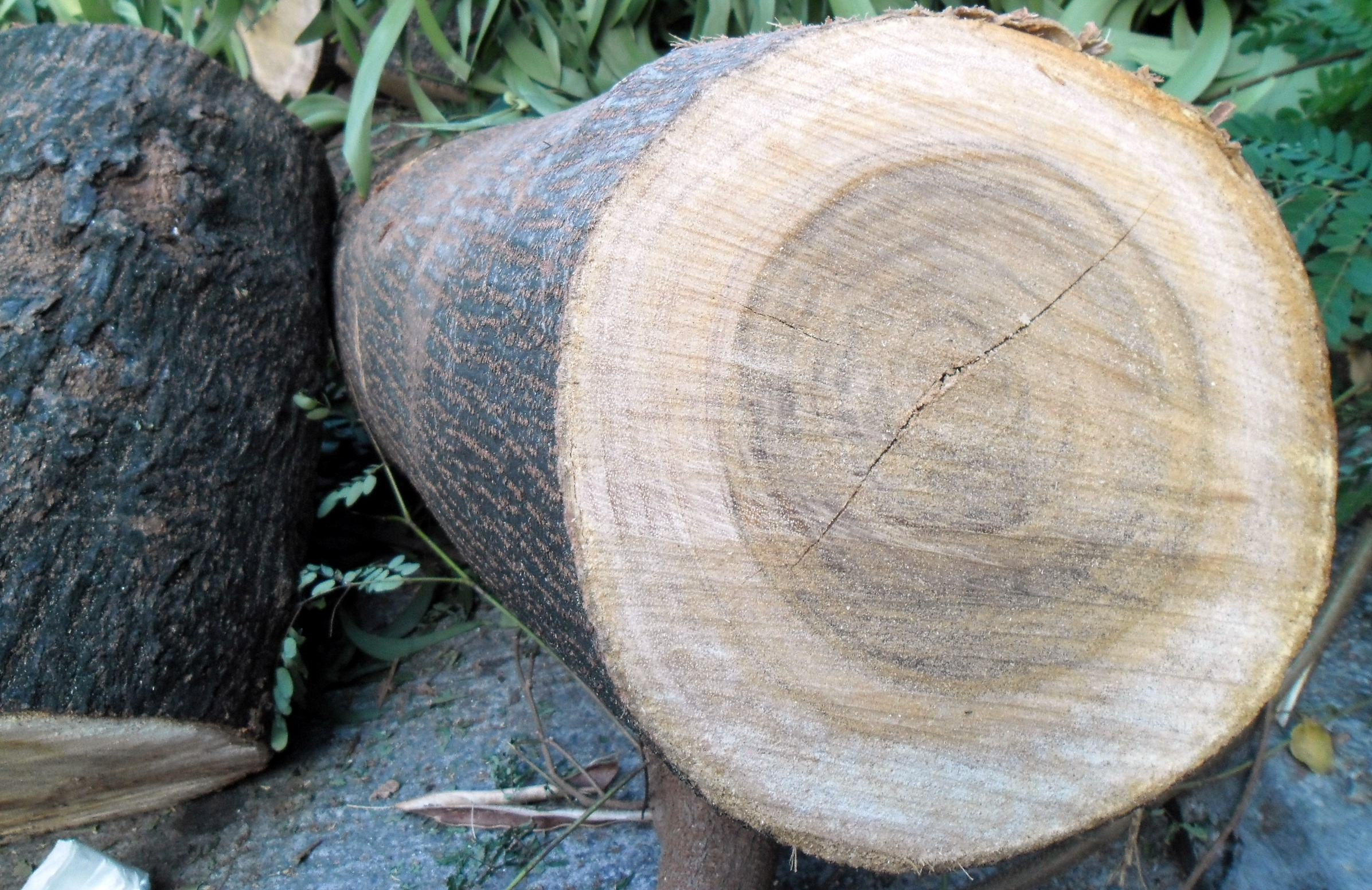
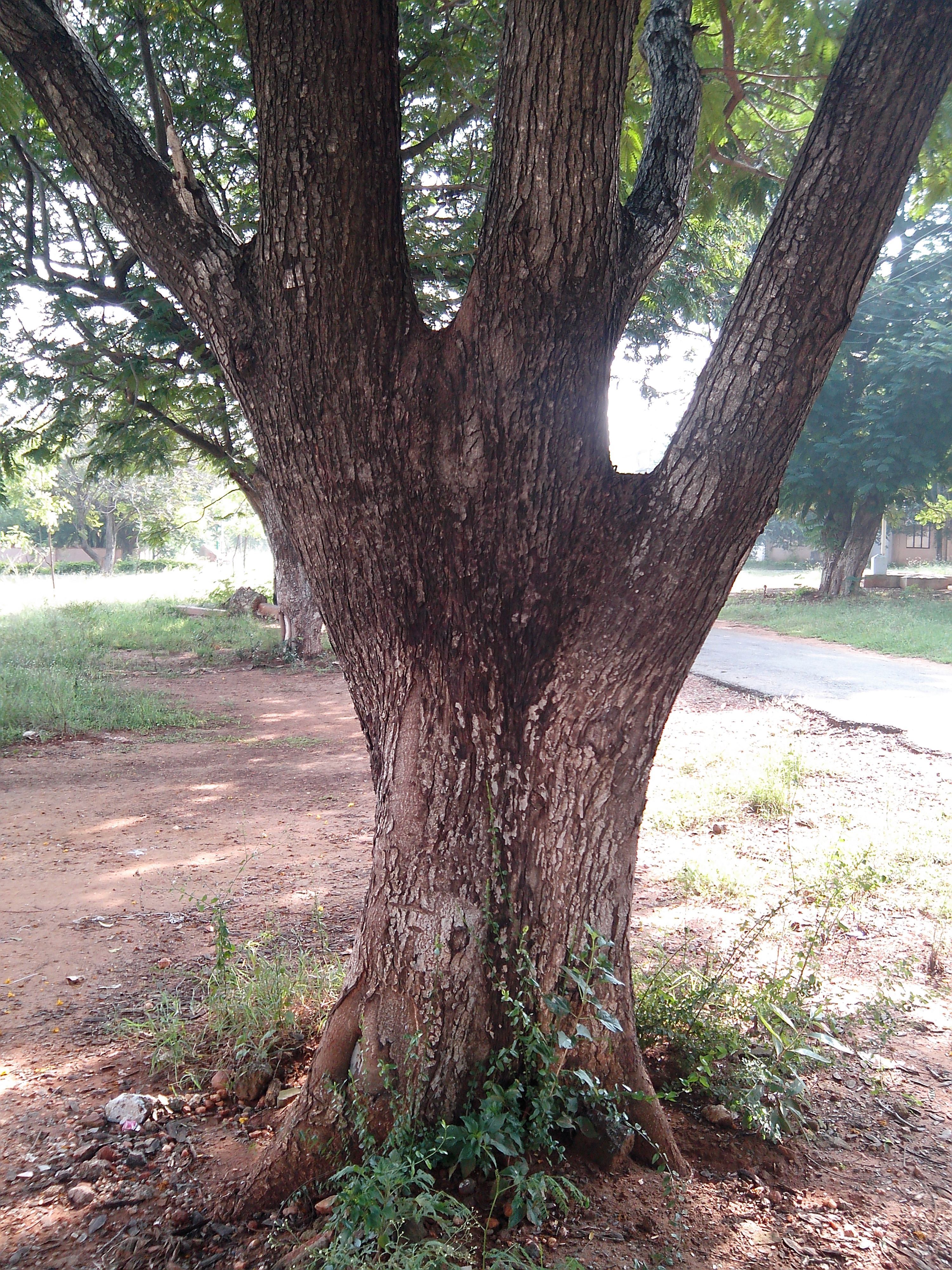
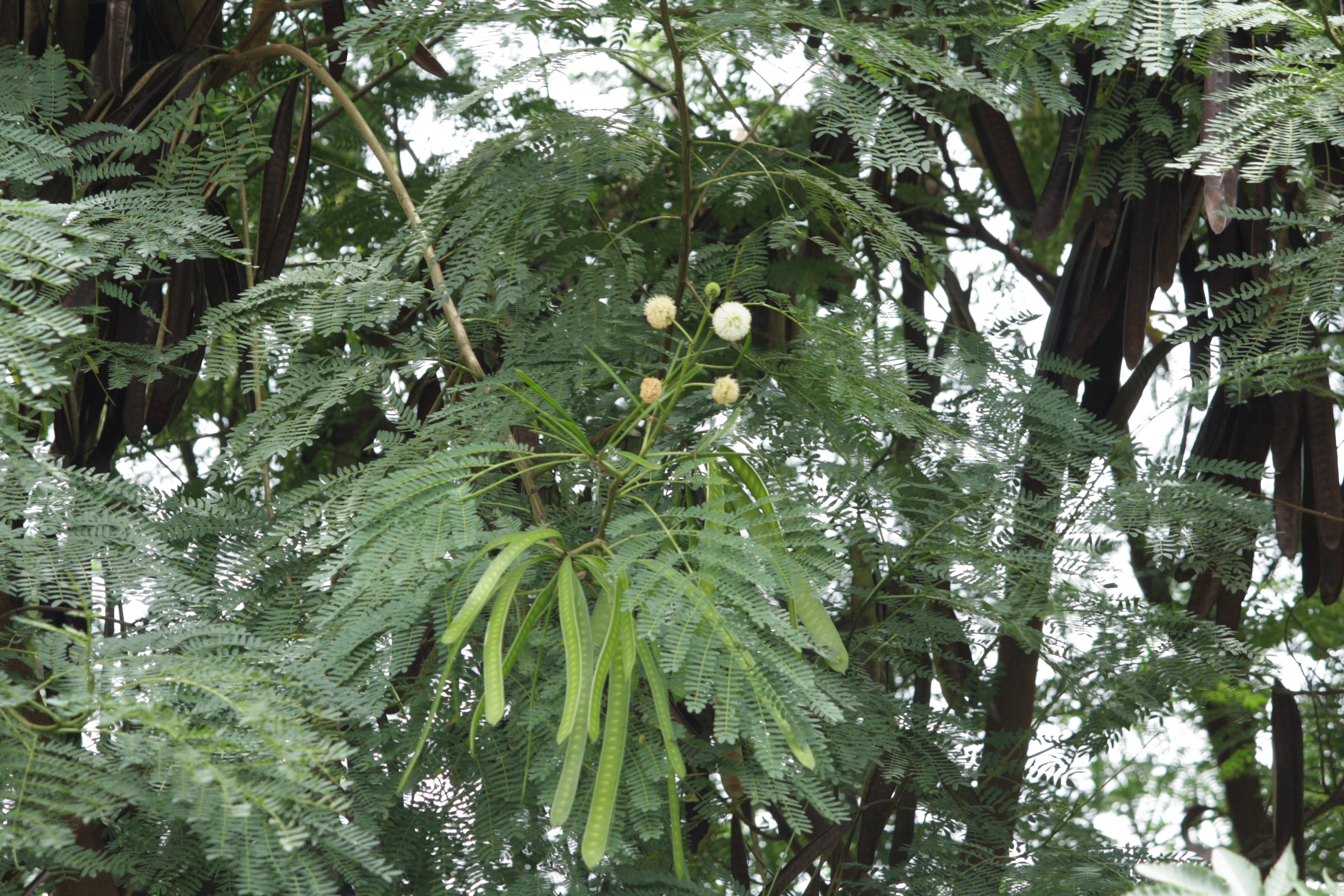
Leucaena leucocephala